# Dram de Artsaj
El dram (en armenio, Դրամ) fue la moneda de facto de la disuelta y no reconocida República de Artsaj. Se dividía en 100 luma (en armenio, լումա). Las acuñaciones y emisiones de esta moneda están destinadas a la venta para coleccionistas. La moneda corriente de esta república es el dram armenio, a la que se encontraba fijada su tasa de cambio hasta la disolución de Artsaj. Los billetes y las monedas de este territorio fueron emitidos por la Educational Coin Company hasta la disolución y reincorporación del territorio a Azerbaiyán en el 1 de enero de 2024 luego de la ofensiva azerí sobre Artsaj en 2023, donde finalmente la moneda dejó de estar en circulación y fue reemplazado por el Manat azerí. Cabe aclarar que aunque la moneda fue de curso legal durante su periodo de circulación, era más preferible usar en cambio el dram armenio

## Historia
En 1998 aparecen por primera vez monedas destinadas a los coleccionistas acuñadas en metales preciosos, y en 2004 monedas destinadas a la circulación de Nagorno Karabaj. Un año más tarde pasa a ser una moneda de curso legal dentro del territorio del Alto Karabaj.

## Monedas
| Denominación | Emisión | Metal    | Diámetro (mm) | Peso (g) | Anverso                                   | Reverso                                                                        | Imagen |
| ------------ | ------- | -------- | ------------- | -------- | ----------------------------------------- | ------------------------------------------------------------------------------ | ------ |
| 50 Luma      | 2004    | Al       | 20,00         | 0,95     | Escudo de armas NAGORNO-KARABAKH REPUBLIC | Caballo 50 LUMA año de acuñación                                               |        |
| 50 Luma      | 2004    | Al       | 20,00         | 0,95     | Escudo de armas NAGORNO-KARABAKH REPUBLIC | Antílope 50 LUMA año de acuñación                                              |        |
| 1 Dram       | 2004    | Al       | 21,90         | 1,15     | Escudo de armas NAGORNO-KARABAKH REPUBLIC | Faisán 1 DRAM año de acuñación                                                 |        |
| 1 Dram       | 2004    | Al       | 21,90         | 1,15     | Escudo de armas NAGORNO-KARABAKH REPUBLIC | San Gregorio SAINT GREGORY 1 DRAM año de acuñación                             |        |
| 1 Dram       | 2004    | Al       | 21,90         | 1,15     | Escudo de armas NAGORNO-KARABAKH REPUBLIC | Guepardo 1 DRAM año de acuñación                                               |        |
| 5 Dram       | 2004    | Cu+Ni+Zn | 21,90         | 4,50     | Escudo de armas NAGORNO-KARABAKH REPUBLIC | Iglesia de Ghazanchetots 5 DRAM año de acuñación                               |        |
| 5 Dram       | 2004    | Cu+Ni+Zn | 21,90         | 4,50     | Escudo de armas NAGORNO-KARABAKH REPUBLIC | Mujer y hombre del Alto Karabaj de Sargis Baghdasaryan 5 DRAM año de acuñación |        |

## Billetes
| Imagen del anverso | Imagen del reverso | Denominación | Color predominante | Descripción del anverso                            | Descripción del reverso                                         |
| ------------------ | ------------------ | ------------ | ------------------ | -------------------------------------------------- | --------------------------------------------------------------- |
|                    |                    | 2 Dram       | Rojo               | Monasterio de Gandzasar y Gregorio I el Iluminador | Cruz cristiana y Juan el Bautista bautizando a Jesús de Nazaret |
|                    |                    | 10 Dram      | Verde              | Monasterio de Dadivank y Jesús de Nazaret          | Puentes de Khodaafarin, Barrica de vino, y Alfombra de Karabaj  |